# Сперанца (Дрокія)
«Сперанца» (рум. Speranța Drochia) — професіональний молдовський футбольний клуб з міста Дрокія.

## Історія
Заснований 1976 року. Протягом двох сезонів виступав у Другій лізі СРСР, після чого виступав у чемпіонаті Молдавської РСР. Після здобуття Молдовою незалежності в 1991 році, «Сперанца» у перших трьох сезонах грала в другому дивізіоні чемпіонату Молдови, але в 1996 році команду розформували. У 2007 році відроджена «Дрокія» стартувала в третьому дивізіоні чемпіонату Молдови. У липні 2016 року клуб повернувся до старої назви «Сперанца» (Дрокія), а в 2018 році перейшов у другий дивізіон. У 2022 році «Сперанца» посіла 11-те місце з 12 команд й повинна була повернутися до третього дивізіону. Однак вони зберегли своє місце в чемпіонаті після того, як інша команда, «Іскра» (Рибниця), добровільно залишила чемпіонат.

## Досягнення
- Дивізіон Б Молдови
  -  Чемпіон (1): 2018[9]

## Відомі гравці
- Йон Карас
- Тиберій Корпонай
- Микола Чеботар
- Володимир Терешонок[ru]

## Відомі тренери
- Володимир Вебер